# نهاس
النَّهَّاس (الاسم العلمي: Trogon)، جنس طيور من فصيلة النهاسية. توجد أنواعه في الغابات والأراضي الحرجية للأمريكتين، من جنوب شرق ولاية أريزونا إلى شمال الأرجنتين.